# Xã Campbell, Quận Hand, South Dakota
Xã Campbell (tiếng Anh: Campbell Township) là một xã thuộc quận Hand, tiểu bang Nam Dakota, Hoa Kỳ. Năm 2010, dân số của xã này là 18 người.